# Полювання (мультфільм)
«Полювання» — український ляльковий фільм 1992 року студії Укранімафільм, режисер - Леонід Зарубін.

## Сюжет
Зайчик запрошує свого полохвилого друга Кролика на незвичайне полювання. Цього разу мисливцями будуть вони. Головне, щоб вітер у їхній бік дув. Минулого разу Зайчик з друзями на такому "полюванні" зацькував самого Ведмедя!

## Над фільмом працювали
- Автор сценарію: Фелікс Кривін;
- Кінорежисер: Леонід Зарубін;
- Художники-постановники: Едуард Кирич, Наталя Охотимська;
- Композитор: Юрій Шевченко;
- Кінооператор: Олександр Костюченко;
- Звукооператор: Ігор Погон;
- Художники-аніматори: Елеонора Лисицька, Жан Таран, Анатолій Трифонов;
- Ляльки та декорації виготовили: Анатолій Радченко, Вадим Гахун, В. Яковенко, В. Зікеєв;
- Асистенти: Г. Свєчніков, Олександр Ніколаєнко, В. Подольна;
- Монтаж: Лідія Мокроусова;
- Редактор: Світлана Куценко;
- Директор знімальної групи: В. Руденко.